# Beatmania IIDX 7th style
Beatmania IIDX 7th style est un jeu de rythme qui fait partie de la série des Beatmania IIDX.

## Système de jeu
Consiste en un contrôleur style DJ avec 7 touches et une table tournante. 
Le but du jeu est d'appuyer sur les touches dans le bon timing, produisant ainsi des chansons.

## Nouveautés
Beatmania IIDX 7th Style introduit le mode Daninintei (Class), et change le mode de jeux 5 Keys en modifieur.
Il ajoute aussi une nouvelle façon d'obtenir un stage bonus.

## Liste des chansons
- Les difficultés sont sur une échelle de 1 à 7
- Plusieurs chansons n'ont pas de difficulté; another
- Si la chanson contient différents BPM (Battement par minute), ils sont indiqués dans l'ordre des changements de vitesse